# 舊多夫湖

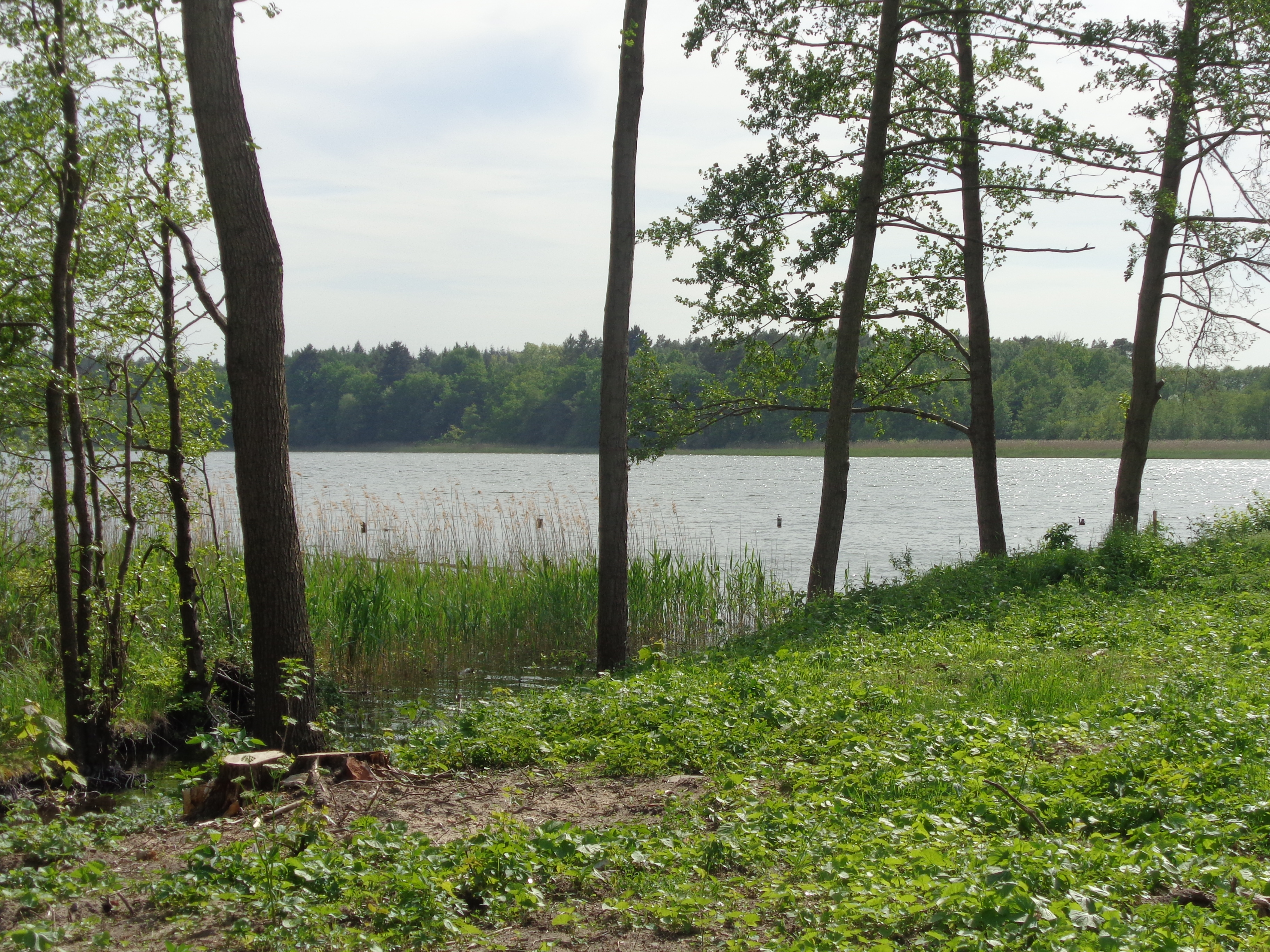

53°38′20″N 12°15′07″E / 53.639°N 12.252°E
舊多夫湖（德語：Alter Dorfsee），是德國的湖泊，位於該國東北部，由梅克倫堡-前波美拉尼亞州負責管轄，處於羅斯托克縣，長1.1公里、寬0.3公里，面積0.25平方公里，海拔高度50米。